# Pedro Valentín Mora
Pedro Valentín Mora Mariné más conocido como Pere Valentí Mora (Vilaplana, Tarragona, España, 18 de diciembre de 1947) es exfutbolista que jugaba de portero y entrenador de fútbol español.

## Carrera deportiva como jugador
Fue portero del FC Barcelona, Rayo Vallecano, Real Oviedo y Real Murcia en la década de los 70 y 80. En el equipo azulgrana jugó 160 partidos como titular. Jugó los Juegos Olímpicos de México 1968.

## Carrera deportiva como entrenador
| Club             | País   | Año       |
| ---------------- | ------ | --------- |
| FC Barcelona "C" | España | 1990-1991 |
| Real Murcia      | España | 1994-1996 |
| FC Cartagena     | España | 1997-1998 |
| Benidorm CD      | España | 1998-1999 |
| CE Sabadell      | España | 2000-2002 |
| CE Sabadell      | España | 2005-2006 |